# ملک‌آباد (مشهد)
شهر مُلْک‌آباد مرکز بخش احمدآباد شهرستان مشهد در استان خراسان رضوی ایران است. این شهر نزدیک‌ترین شهر به مشهد از سمت جاده مشهد به تهران است و فاصله اش با مشهد ۳۲ کیلومتر می‌باشد.

## جمعیت
بر پایه سرشماری عمومی نفوس و مسکن در سال ۱۳۹۵ جمعیت این شهر ۲٬۰۵۶ نفر (در ۵۲۳ خانوار) بوده‌است.